# سالواتوره ولو
سالواتوره ولو (انگلیسی: Salvatore Vullo؛ زادهٔ ۳۰ اکتبر ۱۹۵۳) بازیکن فوتبال اهل ایتالیا است.
از باشگاه‌هایی که در آن بازی کرده‌است می‌توان به باشگاه فوتبال تورینو، البیا کالچو ۱۹۰۵، باشگاه فوتبال بولونیا، باشگاه فوتبال کاتانیا، باشگاه فوتبال سمپدوریا، باشگاه فوتبال آولینو، و باشگاه فوتبال پالرمو اشاره کرد.